# ستيفن نوفيلا
ستيفن نوفيلا (بالإنجليزية: Steven Novella)‏ هو مقدم برامج إذاعية وعالم أعصاب أمريكي، ولد في 29 يوليو 1964 في دانبري في الولايات المتحدة.

## وصلات خارجية
- الموقع الرسمي